# Barticeja
Barticeja é um gênero de traça pertencente à família Agonoxenidae.